# Scoloplax dolicholophia
Scoloplax dolicholophia är en fiskart som beskrevs av Schaefer, Weitzman och Britski, 1989. Scoloplax dolicholophia ingår i släktet Scoloplax och familjen Scoloplacidae. Inga underarter finns listade i Catalogue of Life.